# Vilar de Bairro
Villar de Barrio (Em espanhol e em idioma galego, Vilar de Barrio, desde 1985) é um município da Espanha na província
de Ourense,
comunidade autónoma da Galiza, de área 107,04 km² com população de 1914 habitantes (2004) e densidade populacional de 17,88 hab/km².

## Demografia
| Variação demográfica do município entre 1991 e 2004 | Variação demográfica do município entre 1991 e 2004 | Variação demográfica do município entre 1991 e 2004 | Variação demográfica do município entre 1991 e 2004 |
| --------------------------------------------------- | --------------------------------------------------- | --------------------------------------------------- | --------------------------------------------------- |
| 1991                                                | 1996                                                | 2001                                                | 2004                                                |
| 2633                                                | 2265                                                | 1974                                                | 1914                                                |